# محمد الربیعی (بازیکن فوتبال قطری)
محمد الربیعی (انگلیسی: Mohammed Al-Robeai؛ زادهٔ ۲۹ آوریل ۱۹۹۰) یک ورزشکار است.